# Keyonte George
Keyonte Darnell George, född 8 november 2003 i Lewisville i Texas, är en amerikansk professionell basketspelare (PG) som spelar för Utah Jazz i National Basketball Association (NBA).
Han draftades av Utah Jazz i första rundan i 2023 års draft som 16:e spelare totalt.
Innan George blev proffs studerade han vid Baylor University och spelade för deras idrottsförening Baylor Bears.